# Henry Warburton

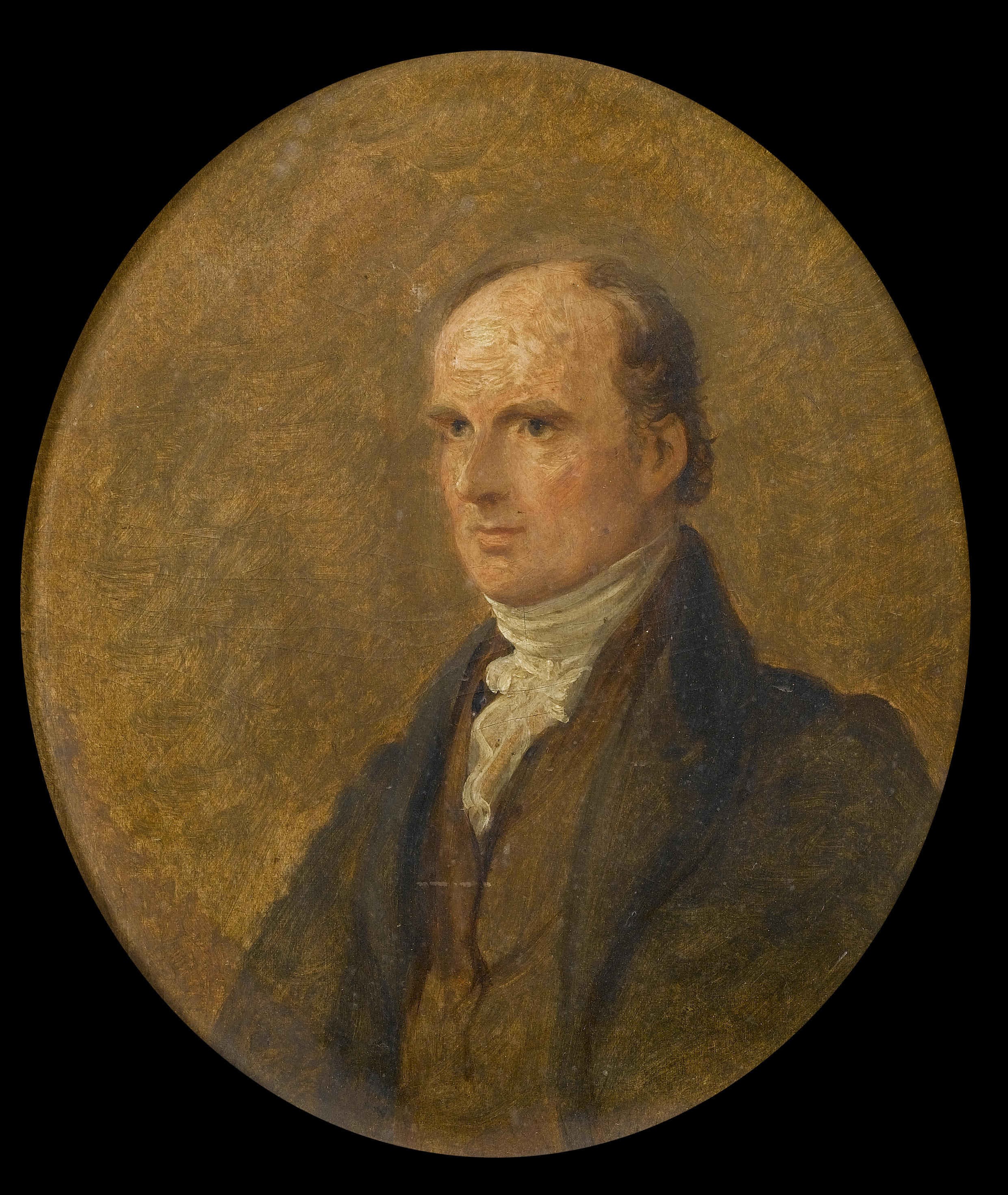
Tal como lo pintó George Hayter en 1833.

Henry Warburton (12 de noviembre de 1784 - 16 de septiembre de 1858) fue un comerciante y político inglés, y también un entusiasta científico aficionado.
Elegido miembro del Parlamento por Bridport, Dorset, en las elecciones generales de 1826, ocupó el escaño durante 15 años hasta su renuncia a la Cámara de los Comunes en 1841. Fue devuelto a la Cámara de los Comunes en una elección parcial en noviembre de 1843 por Kendal, pero no buscó la reelección en 1847.
En el Parlamento participó activamente en la reforma de las quiebras, la derogación del impuesto de timbre sobre los periódicos, la introducción del correo de un penique y en las campañas de la Liga contra la Ley del Maíz.

## Primeros años de vida
Hijo de John Warburton de Eltham, Kent, un comerciante de madera, se educó en el Eton College y en el Trinity College de Cambridge, donde fue admitido el 24 de junio de 1802, a los 18 años. Obtuvo el título de MA en 1812. George Pryme lo conoció en sus días de estudiante universitario, y tanto Bernal como Pryme fueron más tarde sus colegas en política.
Después de dejar la universidad se dedicó al comercio de madera en Lambeth, pero su gusto por la ciencia y la política finalmente lo llevó a abandonar la vida comercial. Fue elegido miembro de la Royal Society el 16 de febrero de 1809. William Hyde Wollaston era su amigo más cercano y en el otoño de 1818 hicieron un viaje juntos por el continente. Cuando Michael Faraday quiso convertirse en miembro de la Royal Society (por sus siglas en inglés: Fellow of the Royal Society), tuvo objeciones a su elección, pensando que en un asunto había tratado injustamente a Wollaston, pero sus objeciones se disiparon después de establecer correspondencia con aquél.
Warburton también fue miembro del Club de Economía Política desde su fundación, en 1821, hasta su muerte. El 13 de enero de 1823 planteó ante él la cuestión de «hasta qué punto los diezmos afectan las rentas y las ganancias». David Ricardo era uno de sus amigos y menciona a menudo a Warburton en sus Cartas a Malthus. El filósofo Warburton, como se le conocía, fue uno de los principales partidarios de Henry Brougham en la fundación de la Universidad de Londres y fue miembro de su primer consejo en 1827.

## En política
En las elecciones generales de 1826, Warburton fue devuelto al parlamento en apoyo a los intereses radicales del distrito de Bridport en Dorset, pronunciando su primer discurso largo el 30 de noviembre sobre los productos extranjeros, y fue reelegido en 1830, 1831, 1833, 1835, 1837 y 1841; todas las elecciones posteriores a la Ley de Reforma fueron fuertemente impugnadas. El 8 de septiembre de 1841 renunció a su escaño por esa circunscripción con el argumento de que una petición habría "demostrado un grave soborno contra su colega" en el que su propio agente habría estado implicado. Posteriormente se supo que, antes de aprobarse la Ley de Reforma, él mismo había pagado indebidamente grandes sumas de dinero a algunos electores. La cuestión de si se habían practicado sobornos en Bridport fue remitida a un comité selecto, pero sus investigaciones no arrojaron ningún resultado.
En la Cámara de los Comunes trabajó con Joseph Hume y después de 1832 encontró nuevos colegas en Charles Buller, George Grote y Sir William Molesworth.
Con la disolución de 1847 se retiró de la vida política, diciendo que las reformas que tenía en mente se habían hecho. Murió en el número 45 de Cadogan Place, Londres, el 16 de septiembre de 1858, a la edad de 73 años.